# Нэньцзян (Хэйхэ)
Нэньцзя́н (кит. упр. 嫩江, пиньинь Nènjiāng) — городской уезд городского округа Хэйхэ провинции Хэйлунцзян (КНР). Название городского уезда происходит от реки Нэньцзян.

## История
Во время русско-цинского пограничного конфликта в этих местах в 1685 году была построена почтовая станция Мэргэнь. В 1690 году в Мэргэнь из Айгуня была перенесена ставка хэйлунцзянского цзянцзюня. В 1699 году ставка цзянцзюня переместилась в Цицикар, а Мэргэнь с 1710 года стал центром фудутунства.
С 1907 года провинция Хэйлунцзян начала переводиться с системы военного управления на гражданскую администрацию. В 1908 году Мэргэньское фудутунство было ликвидировано, а на его месте была образована Нэньцзянская управа (嫩江府).
После Синьхайской революции в Китае была создана новая система управления, и в 1913 году Нэньцзянская управа была преобразована в уезд Нэньцзян (嫩江县).
В 1932 году в Маньчжурии японцами было создано марионеточное государство Маньчжоу-го. В декабре 1934 года в Маньчжоу-го было произведено изменение административно-территориального деления, и уезд Нэньцзян вошёл в состав новой провинции Лунцзян. В декабре 1939 года в Маньчжоу-го было произведено ещё одно изменение административно-территориального деления, и уезд Нэньцзян попал в состав новой провинции Бэйань. В результате третьего передела уезд Нэньцзян с 1943 года оказался в составе провинции Хэйхэ, а в 1945 году — в составе провинции Нэньцзян.
По окончании Второй мировой войны правительство Китайской республики осуществило административно-территориальный передел Северо-Востока. В 1947 году провинции Хэйлунцзян и Нэньцзян были объединены в «Объединённую провинцию Хэйлунцзян и Нэньцзян» (сокращённо — провинцию Хэйнэнь), однако вскоре разделены вновь. В 1949 году провинция Нэньцзян была присоединена к провинции Хэйлунцзян.
В 1983 году был образован городской округ Хэйхэ, и уезд Нэньцзян вошёл в его состав.
12 июля 2019 года уезд Нэньцзян был преобразован в городской уезд.

## Административное деление
Городской уезд Нэньцзян делится на 8 посёлков и 6 волостей.
| №  | Название  | Название (кит.) | Статус  | Население чел. (2010) | На карте                         |
| -- | --------- | --------------- | ------- | --------------------- | -------------------------------- |
| 1  | Нэньцзян  | 嫩江镇          | поселок | 141991                | 49°10′34″ с. ш. 125°13′52″ в. д. |
| 2  | Хайцзян   | 海江镇          | поселок | 33275                 | 49°16′39″ с. ш. 125°23′52″ в. д. |
| 3  | Илаха     | 伊拉哈镇        | поселок | 21031                 | 48°49′11″ с. ш. 125°09′22″ в. д. |
| 4  | Цяньцзинь | 前进镇          | поселок | 20619                 | 49°05′54″ с. ш. 125°12′37″ в. д. |
| 5  | Добаошань | 多宝山镇        | поселок | 19716                 | 50°06′02″ с. ш. 125°40′07″ в. д. |
| 6  | Чанфу     | 长福镇          | поселок | 17233                 | 49°09′08″ с. ш. 125°17′46″ в. д. |
| 7  | Линьцзян  | 临江乡          | волость | 16388                 | 49°05′36″ с. ш. 124°58′01″ в. д. |
| 8  | Байюнь    | 白云乡          | волость | 15713                 | 49°09′31″ с. ш. 126°14′00″ в. д. |
| 9  | Кэло      | 科洛镇          | поселок | 15520                 | 49°15′59″ с. ш. 125°45′26″ в. д. |
| 10 | Ляньсин   | 联兴乡          | волость | 14253                 | 49°26′44″ с. ш. 125°16′07″ в. д. |
| 11 | Холунмэнь | 霍龙门乡        | волость | 11646                 | 49°48′07″ с. ш. 125°46′36″ в. д. |
| 12 | Шуаншань  | 双山镇          | поселок | 9550                  | 48°52′40″ с. ш. 125°14′57″ в. д. |
| 13 | Таси      | 塔溪乡          | волость | 9265                  | 49°29′37″ с. ш. 126°14′14″ в. д. |
| 14 | Чанцзян   | 长江乡          | волость | 6458                  | 49°35′53″ с. ш. 125°16′03″ в. д. |

## Соседние административные единицы
Городской уезд Нэньцзян граничит со следующими административными единицами:
- район Айхуэй — на северо-востоке
- уезд Суньу — на востоке
- городской уезд Удаляньчи — на юго-востоке
- округ Да-Хинган-Лин — на севере
- автономный район Внутренняя Монголия — на западе